# نيكول كامفوغ
نيكول كامفوغ (بالإنجليزية: Nicole Camphaug)‏؛ هي مصممة أزياء إنويتية كندية، تنحدر مِن نونافوت. وهي معروفة في المقام الأول بصنع أحذية مغطاة بجلد الفقمة وغيرها مِن عناصر الموضة المعاصرة مِن الإنويت تحت علامة ENB Artisan، والتي تديرها مع زوجها، تستخدم نيكول كامفوغ الأحذية التي يتم شراؤها تجاريًا وتغطيها بجلد الفقمة والزخارف المصنوعة من مواد حيوانية تقليدية مثل الرنة (الوعل) وثور المسك وحريش البحر، يتم الحصول على الجلود مِن لابرادور، وصفت كامفوغ عملها كوسيلة للترويج لمنتجات جلد الفقمة، بالإضافة إلى ثقافة وأزياء الإنويت، في مقابلة مع Up Here، صرحت بأنها استمتعت بصنع الكعب العالي والأحذية الرسمية على وجه الخصوص لأنها توفر طريقة لارتداء جلد الفقمة خارج فصل الشتاء دون أن تكون دافئة.
تعلمت نيكول كامفوغ، وهي مِن رانكين إنلات، الخياطة في سن مبكرة، ومعظمها تنتج ملابس تقليدية من إنويت مثل سترات وقبعات للعائلة والأصدقاء، في عام 2015، أنشأت زوجها الأول من الأحذية من خلال ربط الخردة مِن جلد الفقمة بزوج من حذائها القديم، عندما نشرت صورًا للأحذية على صفحتها على فيسبوك، شجعها الرد الإيجابي على صنع المزيد، وبدأت في بيعها.
زوج من كعوب نيكول كامفوغ يقيم في متحف باتا للأحذية في تورنتو، في عام 2016، ظهر زوج من الأحذية ذات الكعب العالي من تصميم نيكول كامفوغ في Floe Edge، وهو معرض لفن وتصميم الإنويت من قبل مجموعة AXENÉO7 الفنية في كيبك، في عام 2019، قدمت نيكول كامفوغ إكسسوارات للأزياء في معرض Upingaksaaq للأزياء في إيكالويت، والذي شارك فيه مصممون مِن الإنويت. تم إدراج ENB Artisan في القائمة المختصرة للجائزة الكبرى لـ 2021 Pow Wow Pitch، وهي مسابقة لأصحاب المشاريع الكندية من سكان كندا الأصليين.

## معرض الصور

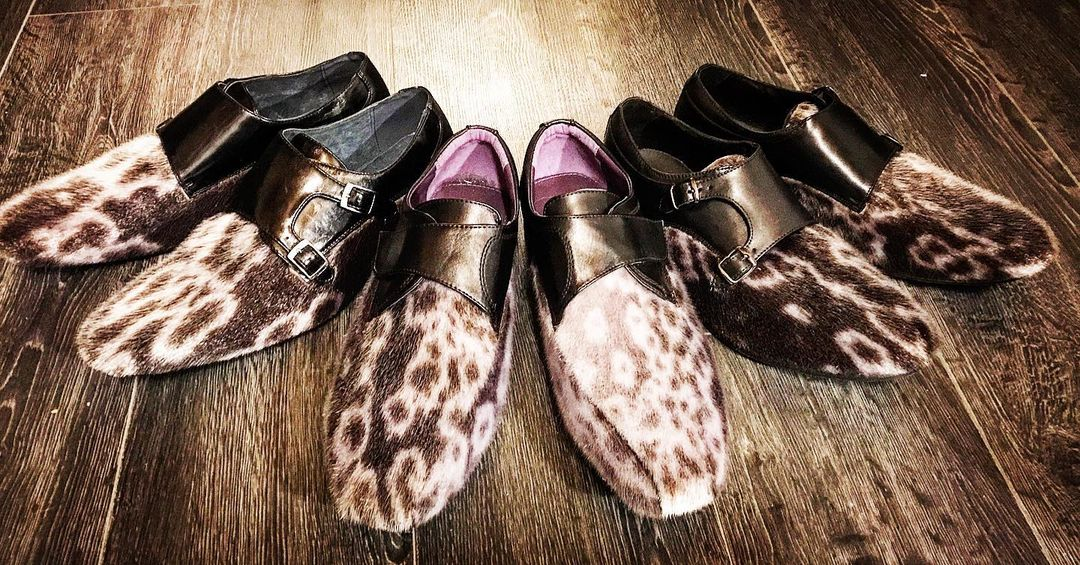
حذاء رسمي رجالي مِن جلد غير مصبوغ مِن الفقمة الحلقية، بواسطة نيكول كامفوغ 2021.
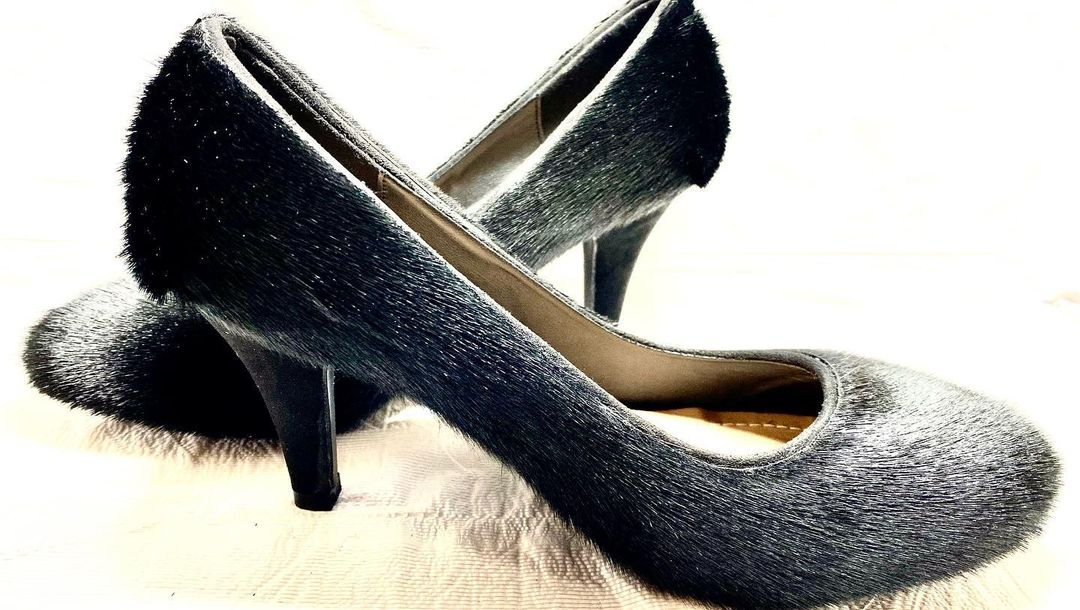
حذاء نسائي بكعب عالٍ مع فرو أسود مِن الفقمة القيثارية، بواسطة نيكول كامفوغ 2021.